# Hotell Torni
Hotell Torni (även kallat Sokos Hotel Torni eller Solo Sokos Hotel Torni) i stadsdelen Kampen i Helsingfors, är en historiskt intressant byggnad och ett av stadens äldsta hotell. Det ligger på Kalevagatan 5/Georgsgatan 26. Det ritades av arkitektbyrån Jung & Jung och öppnades 1931.
Med sina tretton våningsplan och en höjd på 69,5 meter var Torni på sin tid en av Finlands högsta byggnader och landets högsta hotell. Hotellet genomgick en grundlig renovering år 2005. En ny, omfattande renovering sker 2019–2021.

## Historik
Det rådde brist på hotellrum i Helsingfors under första världskriget. Redan år 1927 bildades ett fastighetsaktiebolag kallat Torni, men en livlig debatt om byggnadens höjd och problem att erhålla bygglov försenade projektet. Tomten är liten och arkitektbyrå Jung & Jungs vision var att skapa en skyskrapa,  synlig från långt håll, både från havet och från fastlandet, med hotellrum från källaren ända upp till vindsvåningen. Som förebild hade man 1920-talets amerikanska stadsbyggnadsstil. Ritningarna godkändes år 1927 då bygget redan påbörjats.
Flera historiska händelser har bevittnats på hotell Torni. Under andra världskriget intogs hotellet först av den internationella pressen. Många länder förstod vilka möjligheter som Torni med sitt läge och sin konstruktion erbjöd för spionage. Efter kriget bodde kontrollkommissionens ryska delegation i Torni åren 1944–1947. Om detta handlar bland annat boken Tornin miehet (svenska: Tornis män) av Stefan Smirnov (1924-1995), verksam bland annat som kontrollkommissionens tolk i Helsingfors och utrikeskorrespondent för Pravda.
Under hotelldirektör Jorma Soiros ledning utgavs åren 1959–1972 den gastronomiska tidskriften Torni-lehti.

## Bildgalleri

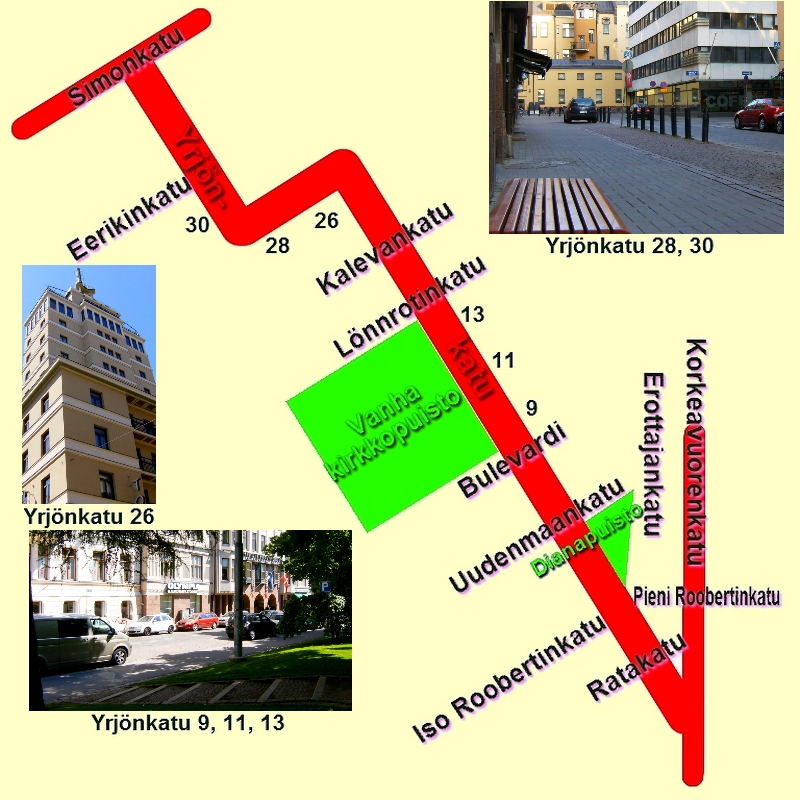
Schematisk karta över området kring Georgsgatan, Helsingfors
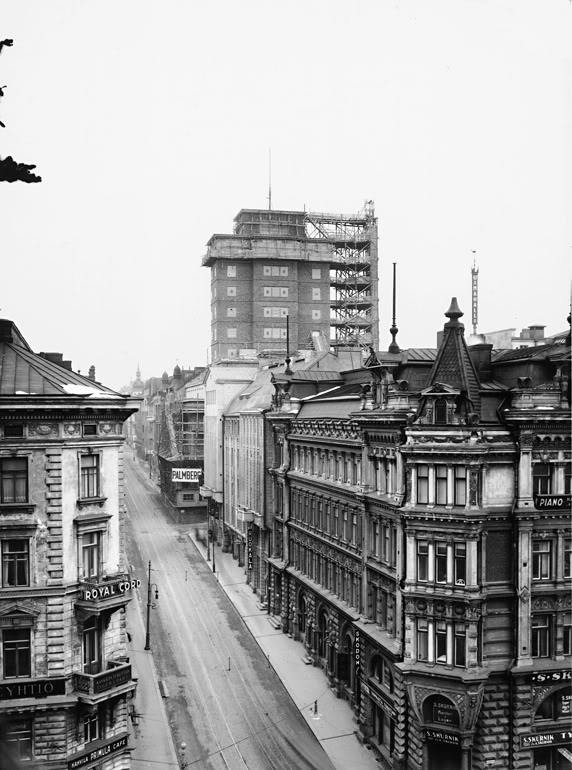
Hotell Torni byggs 1928-1930
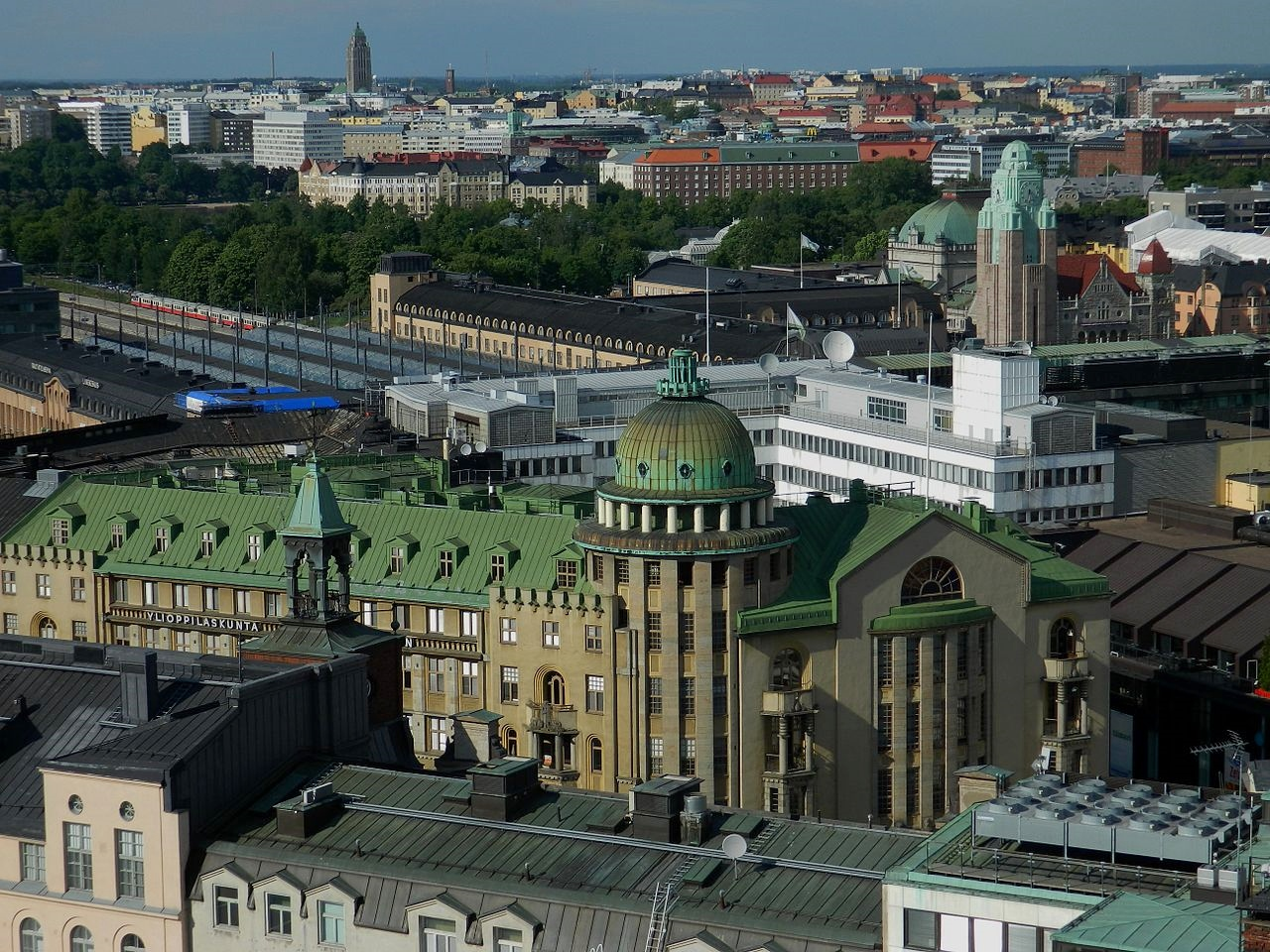
Utsikt från Hotell Torni
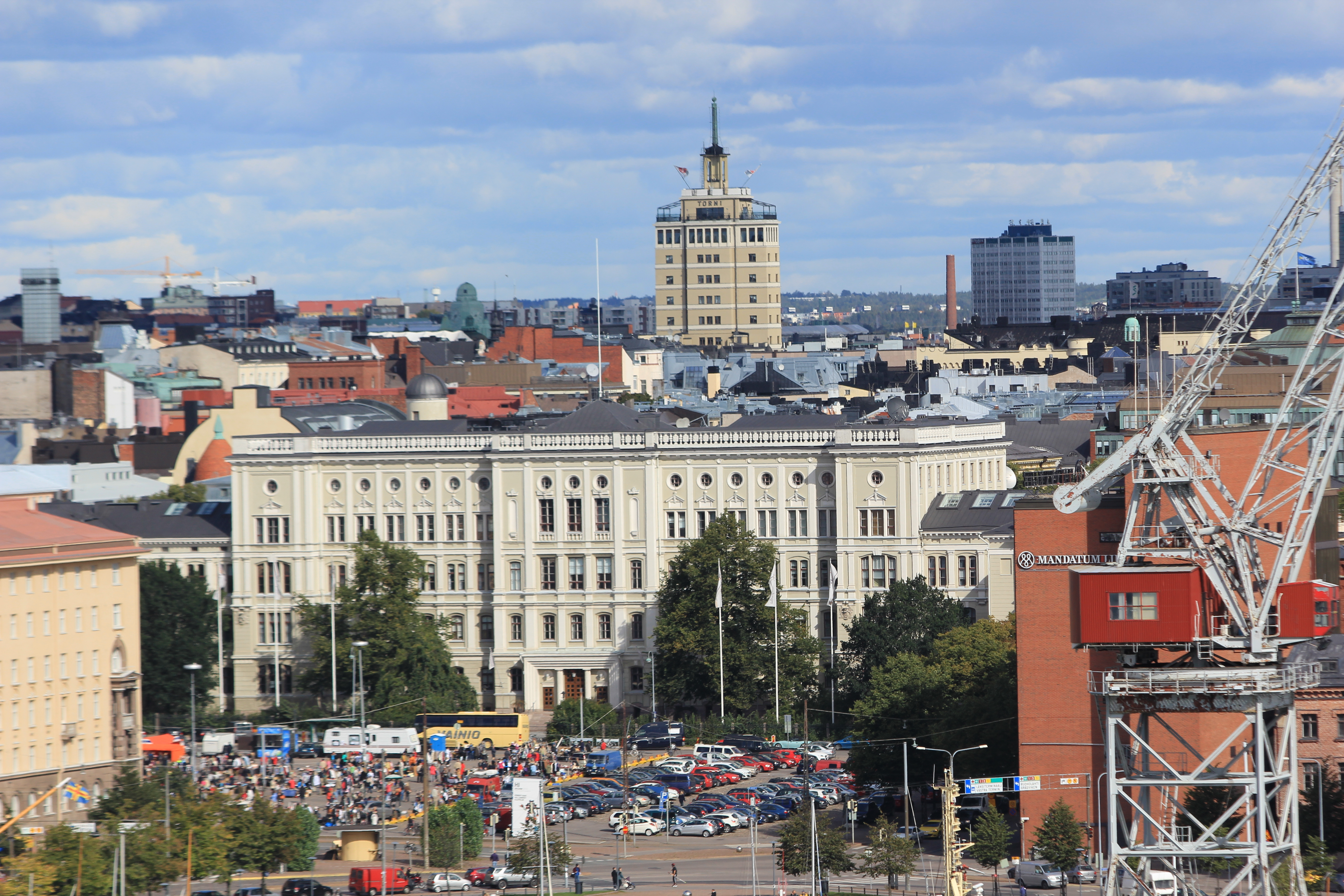
Hotell Torni, i förgrunden Gamla Tekniska högskolan.